# Дьяченко, Андрей Фёдорович
Андрей Фёдорович Дьяченко (2 января 1918 — 1991) — помощник командира взвода 83-й отдельной гвардейской разведывательной роты гвардии старший сержант — на момент представления к награждению орденом Славы 1-й степени.

## Биография
Родился 2 января 1918 года в селе Кутилово Октябрьского района Амурской области. Окончил 4 класса, курсы механизаторов. Работал трактористом-комбайнером в селе Борисоглебка в своем районе.
В феврале 1942 года был призван в РККА. Летом 1942 года был направлен формируемую на Дальнем Востоке 204-ю стрелковую дивизию. В составе дивизии убыл на Сталинградский фронт. Боевой путь начал во взводе снабжения 1-го стрелкового батальона 730-го стрелкового полка. В январе 1943 года доставив на передовую горячую пищу, красноармеец Дьяченко лично лег за пулемет и подавил вражескую пулеметную точку и до отделения противников, обеспечил прием пищи бойцами. Был награждён медалью «За боевые заслуги».
К лету 1944 года воевал в разведке 82-я гвардейской стрелковой дивизии, сначала в разведвзводе 246-го гвардейского стрелкового полка, затем в дивизионной разведке — 83-й отдельной гвардейской разведывательной роты. В бою 28 августа, при отражении контратаки противника, заменил выбывшего из строя командира взвода и обеспечил удержание позиции. Был награждён орденом Красной Звезды.
К концу 1944 года был уже помощником командира взвода 83-й отдельной гвардейской разведывательной роты 82-й гвардейской стрелковой дивизии.
14 декабря 1944 года во время ночного поиска в районе населенного пункта Грабув-Залесны гвардии старший сержант Дьяченко возглавлял группу обеспечения. Разведчики подавили огонь двух огневых точек, отсекли группу противников и прикрыли отход группы захвата с контрольным пленным. В этом бою Дьяченко лично подавил огневую точку, «языка».
Приказом по частям 82-й гвардейской стрелковой дивизии от 21 декабря 1944 года гвардии старший сержант Дьяченко Андрей Фёдорович награждён орденом Славы 3-й степени.
В конце января 1945 года в боя в районе города Лодзь гвардии старший сержант Дьяченко с группой разведчиков действовал в передовых порядках наступающих частей. 20 января с группой разведчиков первым ворвался в город Рава-Мазовецка, огнём из автомата лично уничтожил до 7 противников. Разведчики истребили до 20 противников и 10 взяли в плен, по данным разведчиков, была уничтожена группировка противника. 25 января разведчики под командованием Дьяченко действуют в десанте, на броне самоходных орудий первыми ворвались на окраину города Лодзь.
Приказом по войскам 8-й гвардейской армии от 17 марта 1945 года гвардии старший сержант Дьяченко Андрей Фёдорович награждён орденом Славы 3-й степени.
Весной 1945 года во время разведки системы укреплений в крепости Кюстрин группа смельчаков под командованием гвардии старшины Дьяченко отразила нападение превосходящего противника. Из захваченного вражеского пулемета и гранатами бойцы поразили около 20 противников.
Указом Президиума Верховного Совета СССР от 15 мая 1946 года за образцовое выполнение боевых заданий командования на фронте борьбы с немецкими захватчиками и проявленные при этом доблесть и мужество сержант Дьяченко Андрей Фёдорович награждён орденом Славы 1-й степени. Стал полным кавалером ордена Славы.
После демобилизации в 1946 году вернулся на родину. Жил в городе Райчихинск Амурской области. Работал трактористом в производственном объединении «Дальвостокуголь». Скончался в 1991 году.
Награждён орденами Отечественной войны I степени, Красной Звезды, Славы трёх степеней, медалями, в том числе «За боевые заслуги».
В городе Райчихинск, на доме, где жил ветеран, открыта мемориальная доска.